# Eleccions al Parlament Basc de 2012
Les eleccions al Parlament Basc de 2012, que donaren pas a la X legislatura, es van celebrar el dia 21 d'octubre de 2012. Aquesta convocatòria és producte d'una dissolució anticipada de la cambra, atès que el mandat dels diputats expirava el març de 2013.Nota 1
La convocatòria de les eleccions anticipades va ser resultat de la pèrdua del suport del Partit Popular al Lehendakari Patxi López del PSOE l'estiu de 2012 quan el PP havia recuperat la presidència del govern espanyol, ara en mans de Mariano Rajoy Brey.
El resultat de les eleccions va suposar la fi del primer govern no nacionalista, i l'arribada de nou al poder del Partit Nacionalista Basc.

## Resultats

### Resultats per candidatura
| Total Euskadi |                                    |                                    |                                    |                                    |               |              |           |           |             |
| Cens          | Cens                               | Cens                               | Cens                               | Participació                       | Participació  | Participació | Abstenció | Abstenció | Abstenció   |
| Cens          | Cens                               | Cens                               | Cens                               | Vots                               | Vots          | Percentatge  | Vots      | Vots      | Percentatge |
| 1.718.696     | 1.718.696                          | 1.718.696                          | 1.718.696                          | 1.131.485                          | 1.131.485     | 65,83%       | 587.211   | 587.211   | 34,17%      |
| Vots totals   |                                    |                                    |                                    |                                    |               |              |           |           |             |
|               | Vots a candidatures                | Vots a candidatures                | Percentatge                        | Vots en blanc                      | Vots en blanc | Percentatge  | Nuls      | Nuls      | Nuls        |
|               | 1.111.760                          | 1.111.760                          | 98,26%                             | 14.640                             | 14.640        | 1,29%        | 9.168     | 9.168     | 0,81%       |
| Candidatures  |                                    |                                    |                                    |                                    |               |              |           |           |             |
| Candidatura   | Candidatura                        | Candidatura                        | Candidatura                        | Candidatura                        | Vots          | %            |           | Diputats  | Diferència  |
|               | Partit Nacionalista Basc (EAJ-PNV) | Partit Nacionalista Basc (EAJ-PNV) | Partit Nacionalista Basc (EAJ-PNV) | Partit Nacionalista Basc (EAJ-PNV) | 384.766       | 34,61%       |           | 27        | -3          |
|               | Euskal Herria Bildu (EH Bildu)     | Euskal Herria Bildu (EH Bildu)     | Euskal Herria Bildu (EH Bildu)     | Euskal Herria Bildu (EH Bildu)     | 277.923       | 25%          |           | 21        | +16         |
|               | Partit Socialista d'Euskadi (PSE)  | Partit Socialista d'Euskadi (PSE)  | Partit Socialista d'Euskadi (PSE)  | Partit Socialista d'Euskadi (PSE)  | 212.809       | 19,14%       |           | 16        | -9          |
|               | Partit Popular del País Basc (PP)  | Partit Popular del País Basc (PP)  | Partit Popular del País Basc (PP)  | Partit Popular del País Basc (PP)  | 130.584       | 11,75%       |           | 10        | -3          |
|               | Unió, Progrés i Democràcia (UPyD)  | Unió, Progrés i Democràcia (UPyD)  | Unió, Progrés i Democràcia (UPyD)  | Unió, Progrés i Democràcia (UPyD)  | 21.539        | 1,94%        |           | 1         | =           |
|               | Ezker Batua-Berdeak (EB-B)         | Ezker Batua-Berdeak (EB-B)         | Ezker Batua-Berdeak (EB-B)         | Ezker Batua-Berdeak (EB-B)         | 17.345        | 1,56%        |           | 0         | 0           |

## Per territoris històrics

### Biscaia
| Biscaia      |                                    |                                    |                                    |                                    |               |              |           |             |
| Cens         | Cens                               | Cens                               | Cens                               | Participació                       | Participació  | Participació | Abstenció | Abstenció   |
| Cens         | Cens                               | Cens                               | Cens                               | Vots                               | Vots          | Percentatge  | Vots      | Percentatge |
| 948.422      | 948.422                            | 948.422                            | 948.422                            | 611.483                            | 611.483       | 64,47%       | 336.939   | 35,53%      |
| Vots totals  |                                    |                                    |                                    |                                    |               |              |           |             |
|              | Vots a candidatures                | Vots a candidatures                | Percentatge                        | Vots en blanc                      | Vots en blanc | Percentatge  | Nuls      | Nuls        |
|              | 599.113                            | 599.113                            | 97,98%                             | 7.649                              | 7.649         | 1,25%        | 4.721     | 0,77%       |
| Candidatures |                                    |                                    |                                    |                                    |               |              |           |             |
| Candidatura  | Candidatura                        | Candidatura                        | Candidatura                        | Candidatura                        | Vots          | %            | Diputats  | Diferència  |
|              | Partit Nacionalista Basc (EAJ-PNV) | Partit Nacionalista Basc (EAJ-PNV) | Partit Nacionalista Basc (EAJ-PNV) | Partit Nacionalista Basc (EAJ-PNV) | 230.204       | 38,42%       | 11        | -1          |
|              | Euskal Herria Bildu (EH Bildu)     | Euskal Herria Bildu (EH Bildu)     | Euskal Herria Bildu (EH Bildu)     | Euskal Herria Bildu (EH Bildu)     | 128.644       | 21,47%       | 6         | +5          |
|              | Partit Socialista d'Euskadi (PSE)  | Partit Socialista d'Euskadi (PSE)  | Partit Socialista d'Euskadi (PSE)  | Partit Socialista d'Euskadi (PSE)  | 113.536       | 18,95%       | 5         | -3          |
|              | Partit Popular del País Basc (PP)  | Partit Popular del País Basc (PP)  | Partit Popular del País Basc (PP)  | Partit Popular del País Basc (PP)  | 70.749        | 11,81%       | 3         | -1          |
|              | Unió, Progrés i Democràcia (UPyD)  | Unió, Progrés i Democràcia (UPyD)  | Unió, Progrés i Democràcia (UPyD)  | Unió, Progrés i Democràcia (UPyD)  | 10.855        | 1,81%        | 0         | =           |
|              | Ezker Batua-Berdeak (EB-B)         | Ezker Batua-Berdeak (EB-B)         | Ezker Batua-Berdeak (EB-B)         | Ezker Batua-Berdeak (EB-B)         | 9.817         | 1,64%        | 0         | =           |

#### Guipúscoa
| Guipúscoa    |                                    |                                    |                                    |                                    |               |              |           |             |
| Cens         | Cens                               | Cens                               | Cens                               | Participació                       | Participació  | Participació | Abstenció | Abstenció   |
| Cens         | Cens                               | Cens                               | Cens                               | Vots                               | Vots          | Percentatge  | Vots      | Percentatge |
| 575.935      | 575.935                            | 575.935                            | 575.935                            | 364.466                            | 364.466       | 63,28%       | 211.469   | 36,72%      |
| Vots totals  |                                    |                                    |                                    |                                    |               |              |           |             |
|              | Vots a candidatures                | Vots a candidatures                | Percentatge                        | Vots en blanc                      | Vots en blanc | Percentatge  | Nuls      | Nuls        |
|              | 357.646                            | 357.646                            | 98,13%                             | 4.721                              | 4.721         | 1,3%         | 2.099     | 0,58%       |
| Candidatures |                                    |                                    |                                    |                                    |               |              |           |             |
| Candidatura  | Candidatura                        | Candidatura                        | Candidatura                        | Candidatura                        | Vots          | %            | Diputats  | Diferència  |
|              | Partit Nacionalista Basc (EAJ-PNV) | Partit Nacionalista Basc (EAJ-PNV) | Partit Nacionalista Basc (EAJ-PNV) | Partit Nacionalista Basc (EAJ-PNV) | 114.446       | 32%          | 9         | -1          |
|              | Euskal Herria Bildu (EH Bildu)     | Euskal Herria Bildu (EH Bildu)     | Euskal Herria Bildu (EH Bildu)     | Euskal Herria Bildu (EH Bildu)     | 115.086       | 32,18%       | 9         | +6          |
|              | Partit Socialista d'Euskadi (PSE)  | Partit Socialista d'Euskadi (PSE)  | Partit Socialista d'Euskadi (PSE)  | Partit Socialista d'Euskadi (PSE)  | 68.915        | 19,27%       | 5         | -3          |
|              | Partit Popular del País Basc (PP)  | Partit Popular del País Basc (PP)  | Partit Popular del País Basc (PP)  | Partit Popular del País Basc (PP)  | 30.461        | 8,52%        | 2         | -1          |
|              | Unió, Progrés i Democràcia (UPyD)  | Unió, Progrés i Democràcia (UPyD)  | Unió, Progrés i Democràcia (UPyD)  | Unió, Progrés i Democràcia (UPyD)  | 5.231         | 1,46%        | 0         | =           |
|              | Ezker Batua-Berdeak (EB-B)         | Ezker Batua-Berdeak (EB-B)         | Ezker Batua-Berdeak (EB-B)         | Ezker Batua-Berdeak (EB-B)         | 5.040         | 1,41%        | 0         | =           |

#### Àlaba
| Àlaba        |                                    |                                    |                                    |                                    |               |              |           |             |
| Cens         | Cens                               | Cens                               | Cens                               | Participació                       | Participació  | Participació | Abstenció | Abstenció   |
| Cens         | Cens                               | Cens                               | Cens                               | Vots                               | Vots          | Percentatge  | Vots      | Percentatge |
| 250.994      | 250.994                            | 250.994                            | 250.994                            | 159.619                            | 159.619       | 63,59%       | 91.375    | 36,41%      |
| Vots totals  |                                    |                                    |                                    |                                    |               |              |           |             |
|              | Vots a candidatures                | Vots a candidatures                | Percentatge                        | Vots en blanc                      | Vots en blanc | Percentatge  | Nuls      | Nuls        |
|              | 155.001                            | 155.001                            | 97,11%                             | 2.270                              | 2.270         | 1,42%        | 2.348     | 1,47%       |
| Candidatures |                                    |                                    |                                    |                                    |               |              |           |             |
| Candidatura  | Candidatura                        | Candidatura                        | Candidatura                        | Candidatura                        | Vots          | %            | Diputats  | Diferència  |
|              | Partit Nacionalista Basc (EAJ-PNV) | Partit Nacionalista Basc (EAJ-PNV) | Partit Nacionalista Basc (EAJ-PNV) | Partit Nacionalista Basc (EAJ-PNV) | 40.116        | 25,88%       | 7         | -1          |
|              | Euskal Herria Bildu (EH Bildu)     | Euskal Herria Bildu (EH Bildu)     | Euskal Herria Bildu (EH Bildu)     | Euskal Herria Bildu (EH Bildu)     | 34.193        | 22,06%       | 6         | +5          |
|              | Partit Socialista d'Euskadi (PSE)  | Partit Socialista d'Euskadi (PSE)  | Partit Socialista d'Euskadi (PSE)  | Partit Socialista d'Euskadi (PSE)  | 30.358        | 19,59%       | 6         | -3          |
|              | Partit Popular del País Basc (PP)  | Partit Popular del País Basc (PP)  | Partit Popular del País Basc (PP)  | Partit Popular del País Basc (PP)  | 29.374        | 18,95%       | 5         | -1          |
|              | Unió, Progrés i Democràcia (UPyD)  | Unió, Progrés i Democràcia (UPyD)  | Unió, Progrés i Democràcia (UPyD)  | Unió, Progrés i Democràcia (UPyD)  | 5.453         | 3,52%        | 1         | =           |
|              | Ezker Batua-Berdeak (EB-B)         | Ezker Batua-Berdeak (EB-B)         | Ezker Batua-Berdeak (EB-B)         | Ezker Batua-Berdeak (EB-B)         | 2.488         | 1,61%        | 0         | =           |